# СтарБев
„СтарБев“ (StarBev) е бивша европейска пивоварна компания със седалище в Прага, Чехия.

## История
Създадена е през декември 2009 г. от фонда за дялово инвестиране CVC Capital Partners, като през 2010 г. придобива операциите на „Анхойзер-Буш ИнБев“ в Централна и Източна Европа.
Основният акционер в нея е сред най-големите в света фондове за дялово инвестиране CVC Capital Partners. „Старбев“ оперира в 9 страни от Централна и Източна Европа- Чехия, Унгария, България, Румъния, Хърватия, Сърбия и Черна гора (страните, в които „Старбев“ придобива бизнеса на „Анхойзер-Буш ИнБев“), както и в Босна и Херцеговина и Словакия.
През 2012 г. „Молсън Коорс“ (Molson Coors Brewing Company) придобива пиваварната компания „СтарБев“ за 2.65 млрд. евро, а по този начин и притежаваната от нея българската пивоварна "Kаменица"АД. 